# NGC 7786
NGC 7786 é uma galáxia espiral (S) localizada na direcção da constelação de Pegasus. Possui uma declinação de +21° 35' 19" e uma ascensão recta de 23 horas, 55 minutos e 21,7 segundos.
A galáxia NGC 7786 foi descoberta em 1 de Outubro de 1883 por Édouard Jean-Marie Stephan.